# لیگ برتر بسکتبال زنان ایران ۱۳۸۷
لیگ برتر بسکتبال زنان ایران ۱۳۸۷ هفتمین دورهٔ لیگ برتر بسکتبال زنان ایران بود که در از هفدهم مهرماه ۱۳۸۷ آغاز شد و در بهمن‌ماه ۱۳۸۷ به پایان رسید. ۱۴ تیمی که برای حضور در مسابقات اعلام آمادگی کرده بودند در دو گروه قرار گرفتند که طی آن در گروه اول تیم‌های سپاهان اصفهان، هفت الماس قزوین، رشد دانه گرگان، حجاب شیراز، راه‌آهن تهران، شهرداری کرمان، خانه ادبیات و در گروه دوم تیم‌های آرارات، شرکت نفت، دانشگاه آزاد، دماوند تهران، صدرا شیراز و شهرداری بندرعباس قرار گرفتند.
در مرحله نهایی این مسابقات چهار تیم آرارات، فولاد مبارکه سپاهان، شرکت نفت، رشددانه گرگان به صورت رفت و برگشت با یکدیگر مسابقه دادند که در پایان تیم آرارات به قهرمانی رسید.

## رده‌بندی پایانی
| رتبه | تیم                 | امتیاز |
| ---- | ------------------- | ------ |
| ۱    | آرارات              |        |
| ۲    | فولاد مبارکه سپاهان |        |
| ۳    | شرکت نفت            |        |
| ۴    | رشددانه گرگان       |        |